# Lüttich–Bastogne–Lüttich 1995
Lüttich-Bastogne-Lüttich 1995 war die 81. Austragung von Lüttich–Bastogne–Lüttich, eines eintägigen Straßenradrennens. Es wurde am 16. April 1995 über eine Distanz von 261,5 km ausgetragen. Es war das vierte Rennen im Rad-Weltcup 1995.
Das Rennen wurde von Mauro Gianetti vor Gianni Bugno und Michele Bartoli gewonnen.

## Teilnehmende Mannschaften
| Polti-Granarolo-Santini GB-MG Boys Maglificio-Technogym Mercatone Uno-Saeco ONCE | Motorola Carrera Jeans-Tassoni Refin-Cantina Tollo TVM-Polis Direct | Lampre-Panaria Lotto-Isoglass Mapei-GB-Latexco Novell | Gewiss-Ballan AKI-Gipiemme Brescialat-Fago Banesto | Deutsche Telekom-Merckx-Audi Collstrop-Lystex Festina-Lotus ZG Mobili-Selle Italia | Chazal-König Kelme-Sureña-Avianca |

## Ergebnis
| Rang | Fahrer               | Team                            | Zeit       |
| ---- | -------------------- | ------------------------------- | ---------- |
| 1    | Mauro Gianetti       | Polti-Granarolo-Santini         | 6h 38' 25" |
| 2    | Gianni Bugno         | GB-MG Boys Maglificio-Technogym | + 15"      |
| 3    | Michele Bartoli      | Mercatone Uno-Saeco-Magniflex   | gl. Zeit   |
| 4    | Laurent Jalabert     | ONCE                            | gl. Zeit   |
| 5    | Francesco Casagrande | Mercatone Uno-Saeco-Magniflex   | + 1' 24"   |
| 6    | Lance Armstrong      | Motorola                        | + 3' 04"   |
| 7    | Claudio Chiappucci   | Carrera Jeans-Tassoni           | + 4' 45"   |
| 8    | Rolf Sørensen        | GB-MG Boys Maglificio-Technogym | gl. Zeit   |
| 9    | Heinz Imboden        | Refin-Mobilvetta                | gl. Zeit   |
| 10   | Maarten den Bakker   | TVM-Polis Direct                | + 10' 10"  |